# Estanislao Fernandez
Estanislao A. Fernandez jr. (Liliw, 28 maart 1910 - 28 juli 1982) was een Filipijns jurist en politicus. Hij was werkzaam als advocaat en werd daarnaast gekozen als lid van het Filipijns Huis van Afgevaardigden, de Filipijnse Senaat en de interim Batasang Pambansa. Van 1973 tot 1980 was Fernandez rechter van het Hooggerechtshof van de Filipijnen.

## Biografie
Estanislao Fernandez werd geboren op 28 maart 1910 in Liliw in de Filipijnse provincie Laguna. Hij was het tiende van veertien kinderen van apotheker Estanislao Z. Fernandez sr. en Silveria Arceta. Fernandez studeerde rechten aan de University of the Philippines, waar hij in 1933 als een na beste van zijn jaargang (salutatorian) zijn bachelor-diploma behaalde. Datzelfde jaar slaagde hij bovendien als 4e van zijn jaar voor het toelatingsexamen van de Filipijnse balie (bar exam). Na zijn afstuderen begon Fernandez een advocatenkantoor en was hij tot 1973 werkzaam als advocaat. In de loop der jaren verwierf hij een goede reputatie met het succesvol verdedigen van zaken, die vooraf waren ingeschat als kansloze dossiers.
In november 1941 werd Fernandez namens het 2e kiesdistrict van Laguna gekozen in het Filipijns Huis van Afgevaardigden. Omdat de Japanners kort daarop, nog voor het begin het het parlementaire jaar, de Filipijnen binnenvielen zou Fernandez deze positie echter niet bekleden. In 1946 en 1949 werd hij herkozen, waardoor hij zijn termijn als afgevaardigde eindigde op 30 december 1953. Bij de verkiezingen van 1957 stelde Fernandez zich zonder succes verkiesbaar voor een zetel in de Filipijnse Senaat.
Drie jaar later werd hij bij de verkiezingen van 1959 wel gekozen tot senator, met een termijn tot eind 1965. Gedurende het tweede deel van zijn termijn als senator in het 5e Filipijns Congres was hij van 22 januari 1962 tot 30 december 1965 leider van de minderheid (Minority Floor Leader). Van 1978 tot 1982 was Fernandez namens regio IV-A lid van de interim Batasang Pambansa, het toenmalige Filipijns parlement. Op 29 oktober 1973 werd Fernandez door president Ferdinand Marcos benoemd tot rechter van het Hooggerechtshof van de Filipijnen. Deze functie bekleedde hij, totdat hij op 28 maart 1975 de verplichte pensioenleeftijd bereikte.
Naast zijn werk als jurist en politicus was Fernandez tevens docent aan de Francisco Law School en enkele jaren hoogleraar rechten aan de University of the Philippines. In die periode schreef hij ook enkele boeken over recht. Fernandez overleed in 1982 op 72-jarige leeftijd. Hij was getrouwd met Soledad Camello en kreeg met haar zes kinderen.

### Boeken
- D. H. Soriano, Isidro L. Retizos, The Philippines Who's who, 2nd ed. Who's Who Publishers, Manilla (1981)
- Victor J. Sevilla, Justices of the Supreme Court: their lives and outstanding decisions. Vol. 3: 1966-Jul 1985, Quezon City (1985)

### Websites
- Chan Robles Law Firm, Lijst met Filipijnse advocaten - F, website Chan Robles Law Firm (geraadpleegd op 2 april 2014)
- Online Roster of Philippine Legislators, website Filipijns Huis van Afgevaardigden (geraadpleegd op 2 april 2014)
- Profiel Estanislao Fernandez, website E-library van het Hooggerechtshof van de Filipijnen (geraadpleegd op 2 april 2014)